# Vera Bergkamp
Vera Alida Bergkamp, född 1 juni 1971, är en nederländsk politiker som sedan 7 april 2021 tjänstgör som talman för Generalstaternas andra kammare. Hon är medlem i partiet Demokraterna 66, och har vald representant för partiet sedan 20 september 2012. Hon valdes in i parlamentet vid valet 2012, och har sedan dess återvalts både 2017 och 2021.
Innan hon valdes som ledamot så arbetade hon som chef för human resources vid SVB (Sociale Verzekeringsbank), en nederländsk Quango. Denna ansvarar för administreringen av bland annat statliga bidrag så som pensioner och barnbidrag. Hon har även arbetat som ordförande för COC Nederland, världens äldsta organisation för HBTQ-rättigheter.
Bergkamp studerade offentlig förvaltning och statsvetenskap vid Vrije Universiteit Amsterdam.